# Katedra Świętego Jakuba w Szybeniku
Katedra Świętego Jakuba (chorw. Katedrala sv. Jakova) – katedra rzymskokatolicka w Szybeniku w Chorwacji należąca do Diecezji Szybenickiej. Jest to trójnawowa bazylika z trzema apsydami oraz kopułą. Od 2000 roku jest wpisana na listę światowego dziedzictwa UNESCO.

## Historia
Pierwsze plany wybudowania okazałej świątyni pojawiły się już w 1298, po uzyskaniu przez Szybenik praw miejskich. Ostatecznie w 1431 rozpoczęto rozbudowę istniejącego od początków XV wieku kościoła. Budowa trwała aż 124 lata. W pierwszym etapie budowy nad katedrą pracowali weneccy artyści: Francesco di Giacomo oraz Antonio di Pierpaolo Busato i Lorenzo Pincino, którzy budowali katedrę w stylu gotyku włoskiego. W tym czasie zaczęto budować nawy oraz apsydy. Następnie rozpoczęła się druga faza budowy katedry, gdy w 1441 r. do swojej śmierci w 1475 głównym projektantem i kierownikiem prac był Giorgio Orsini znany również jako Giorgio da Sebenico (w języku chorwackim Juraj Dalmatinac), który budował katedrę w stylu gotycko-renesansowym. W czasach budowy katedry przez Juraja Dalmatinaca powstały: portale wejściowe, korpus nawowy oraz prezbiterium oraz arcydzieło artysty baptysterium. Ponadto zaprojektował on ponadto kopułę na ośmiokątnym bębnie. Następnie w latach 1475–1536 prace nadzorował Niccolò di Giovanni Fiorentino, który postanowił nadać jej renesansowy wygląd. Zakończył on budowę sklepień, transeptu, głównej fasady oraz kopuły. Konsekracja nastąpiła ostatecznie w 1555. Kopuła katedry doznała poważnych uszkodzeń w czasie wojny w 1991. Obecnie skutki tych zniszczeń zostały już całkowicie usunięte.

## Architektura

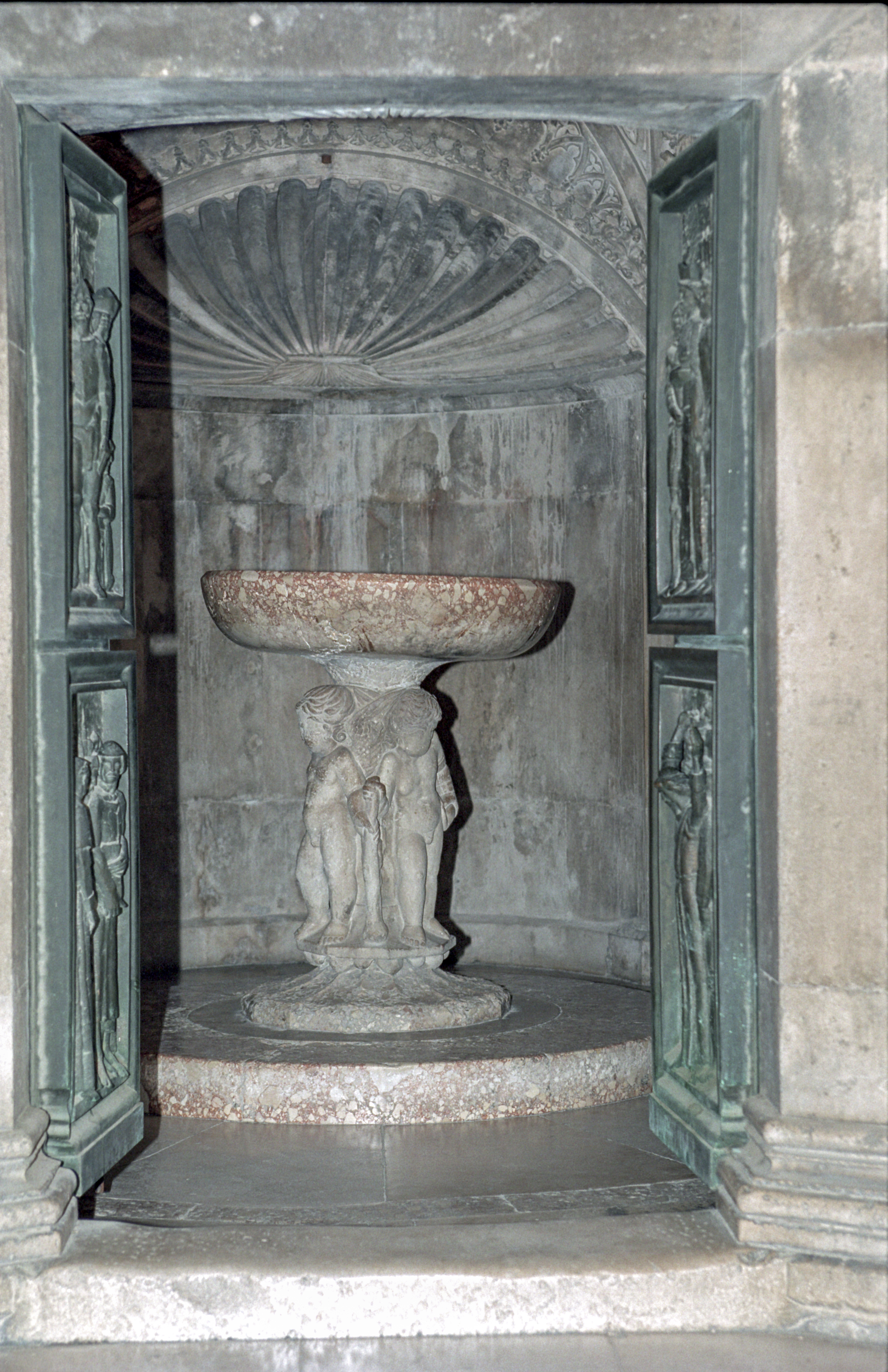
Baptysterium

Katedra łączy wiele stylów, w szczególności gotyckiego i renesansowego, oraz wpływów kulturalnych: weneckich, dalmackich oraz toskańskich. Jest w całości wybudowana z kamienia bez zaprawy, kamienie poddane technikom obróbki kamieniarskiej ściśle do siebie przylegają. Dzięki zastosowaniu tej metody budowy możliwe było osiągnięcie wyjątkowej harmonii w Katedrze. Dach wykonany jest w technice sklepienia kolebkowego. Pilastry, łuki okienne czy też żebra zbudowane są z dokładnie takich samych kamiennych bloków. Dzięki tej metodzie powstała także fasada budynku, jest ona konturem sklepienia oraz podpór i przypomina kształtem koniczynę. Fasada ta pełni też rolę funkcjonalną w budynku działając jak przypora. Jest ona też prekursorem form głównych fasad w wielu świątyniach w Europie.
Pierwsza faza budowy charakteryzowała się zastosowaniem stylu gotyku włoskiego, stworzone zostały wtedy portale północny oraz wschodni. Rzeźby lwów oraz Adama i Ewy są starsze od reszty elementów ponieważ są pozostałościami po poprzednim kościele. W drugiej fazie budowy na zewnątrz katedry wyrzeźbione zostały 72 ludzkie głowy naturalnej wielkości, będące przykładem renesansowego realizmu oraz antropocentryzmu. Powierzchnie wewnętrzne i zewnętrzne ścian apsyd zdobi rząd płytkich, półkolistych nisz wykutych w monolitycznym kamieniu płyt. Podstawa nisz jest podwyższona, a górna część obniżona, jakby zbiegająca się do wnętrza, co tworzy efekt perspektywy, podkreślając wrażenie głębi. Podobny efekt sprawia kasetonowe sklepienie zakrystii, znajdującej się na pierwszym piętrze pod ziemią, stosujące skrót perspektywiczny. Z zakrystii można wejść do bogato dekorowanego baptysterium, w którym znajduje się rzeźba trzech putt podtrzymujących chrzcielnicę, figury proroków oraz płaskorzeźba z medalionem przedstawiającym Boga Ojca otoczonego przez anioły. W ostatniej fazie budowy powstała kopuła w całości zbudowana z kamienia, fasada wschodnia budynku oraz grupa rzeźb powyżej prezbiterium i transeptu, wykonanych przez Niccolò di Giovanni Fiorentino. Przy budowie katedry pracowali także lokalni artyści, tacy jak Andrea Alessi oraz Ivan Pribislavić.

## Galeria

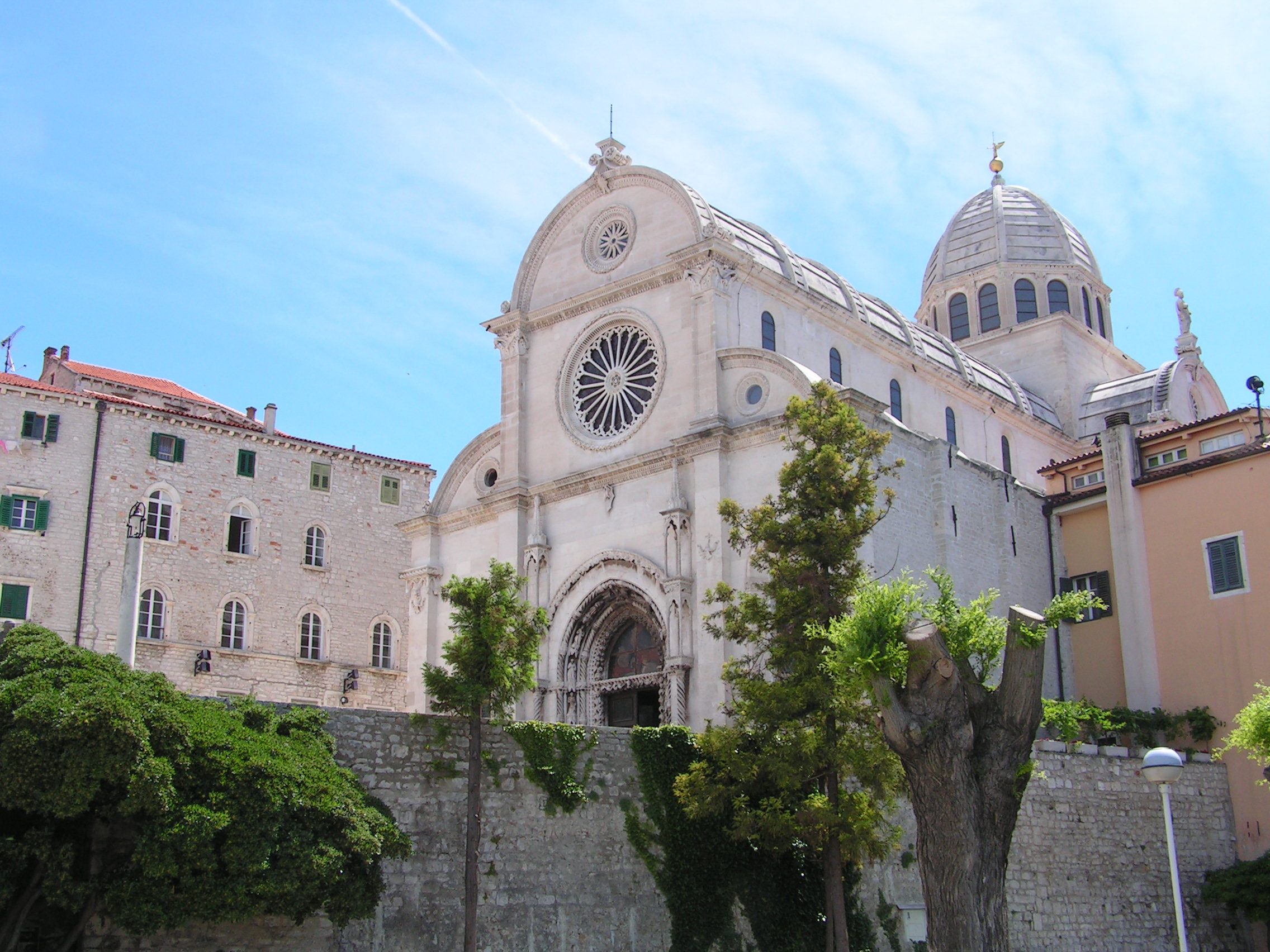
Widok na katedrę od strony morza
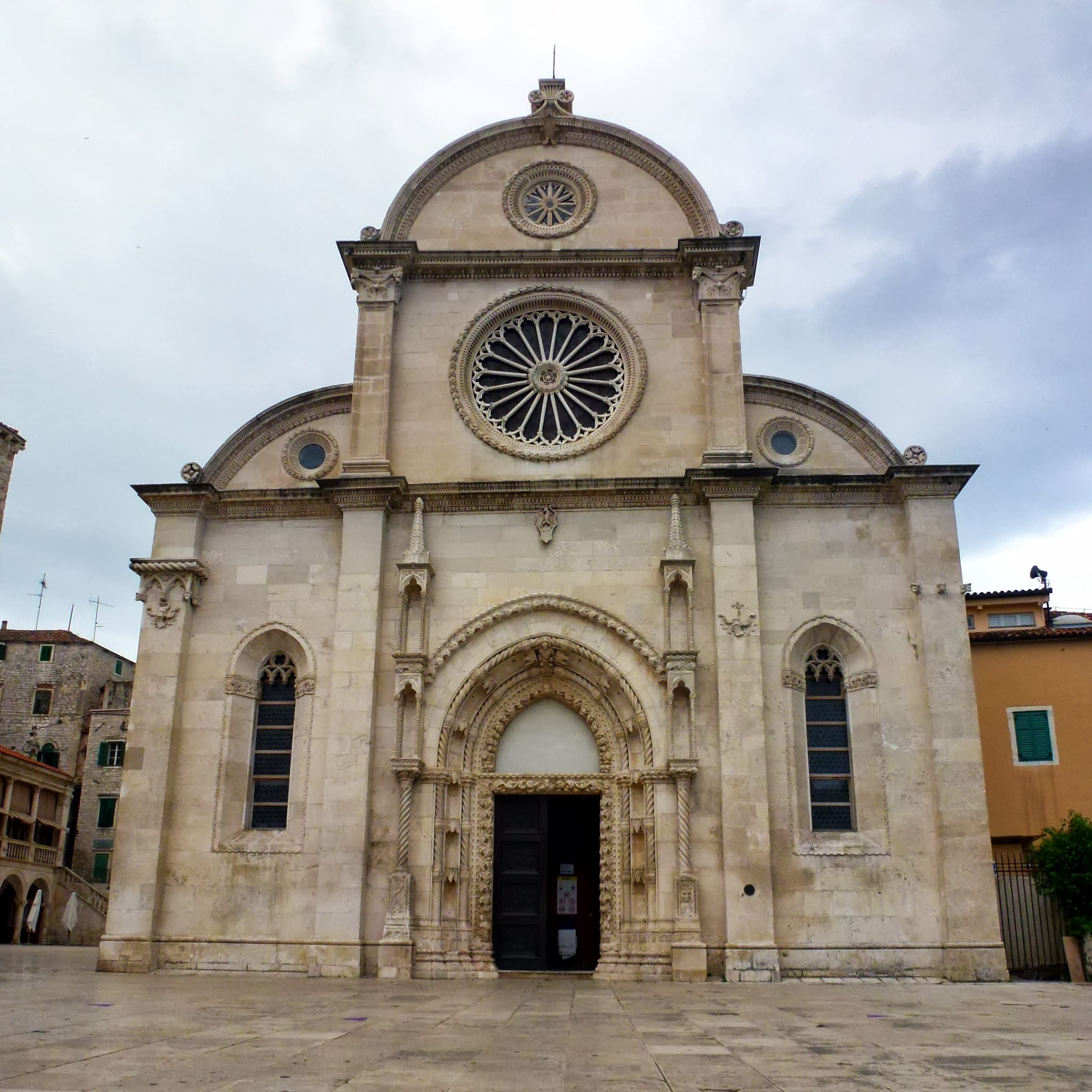
Fasada katedry
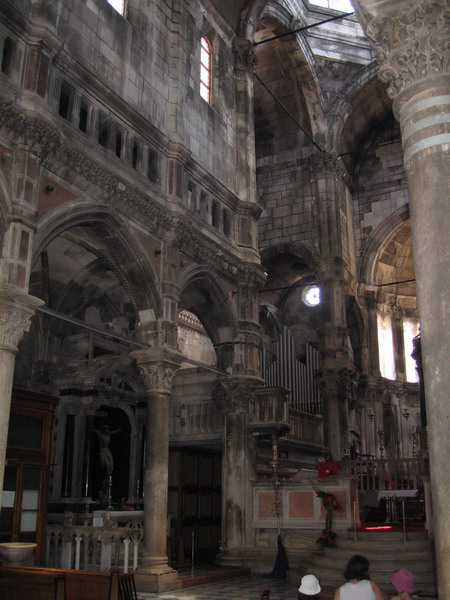
Wnętrze katedry
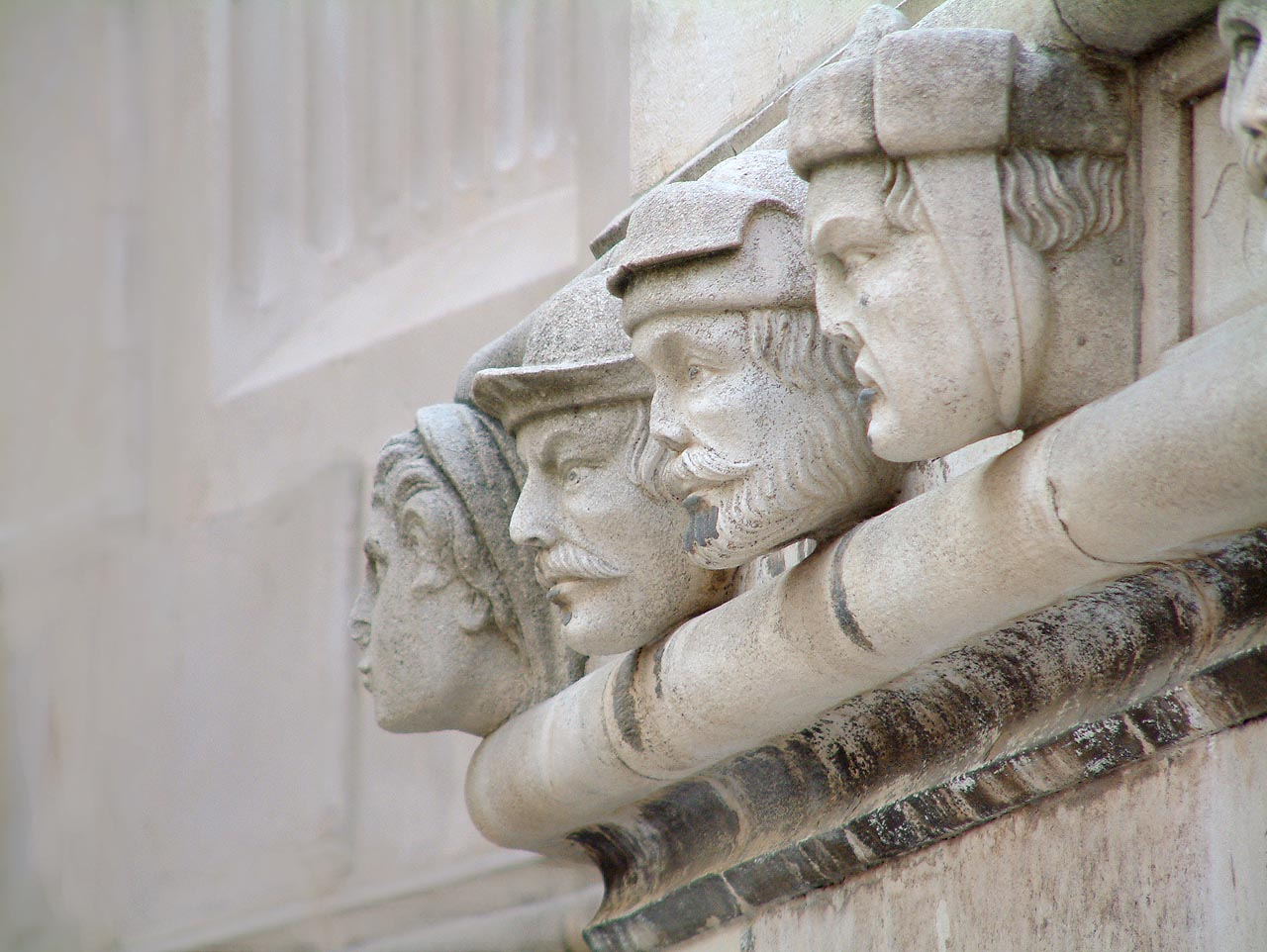
Głowy na ścianach katedry
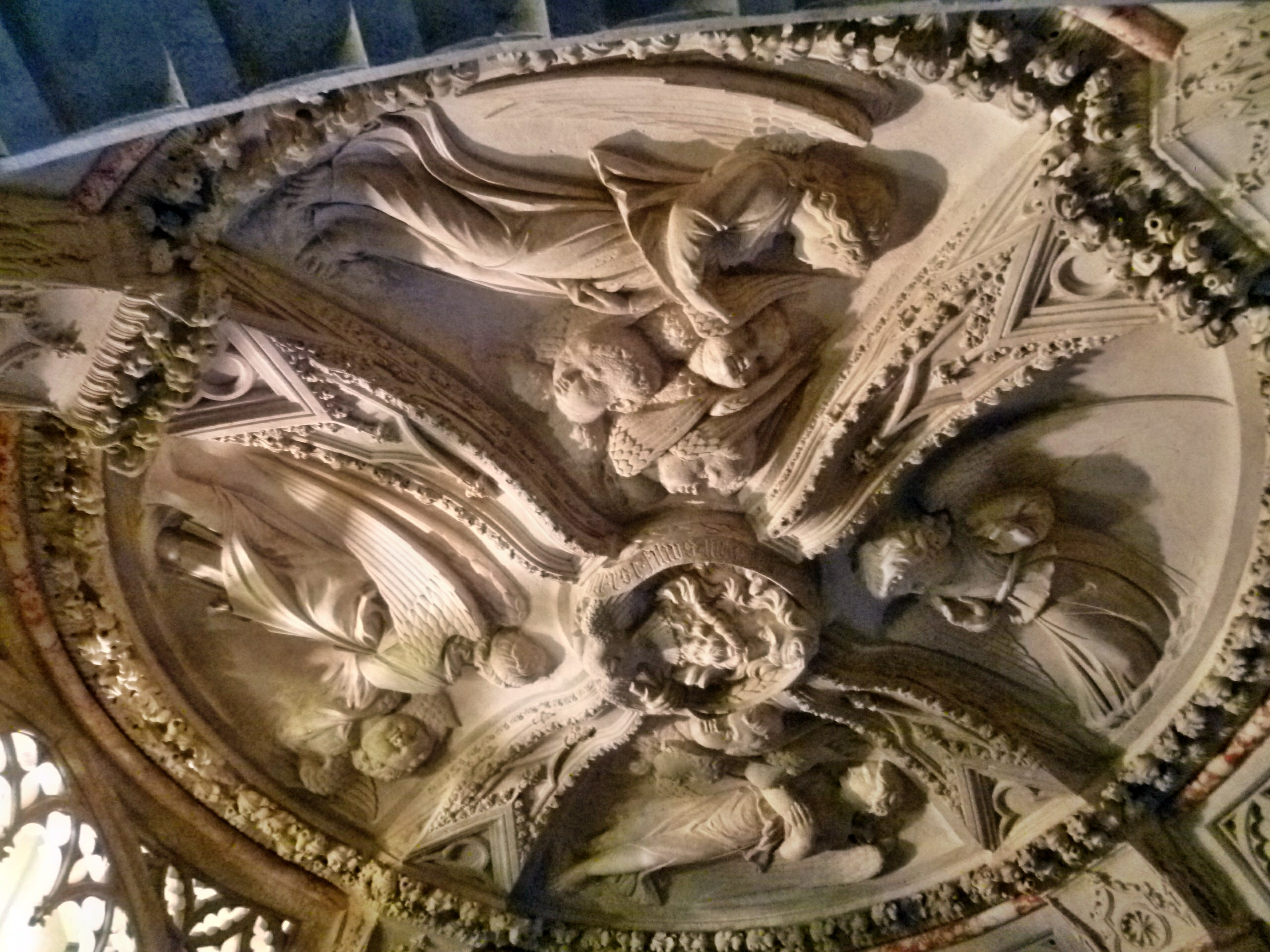
Płaskorzeźba w baptysterium
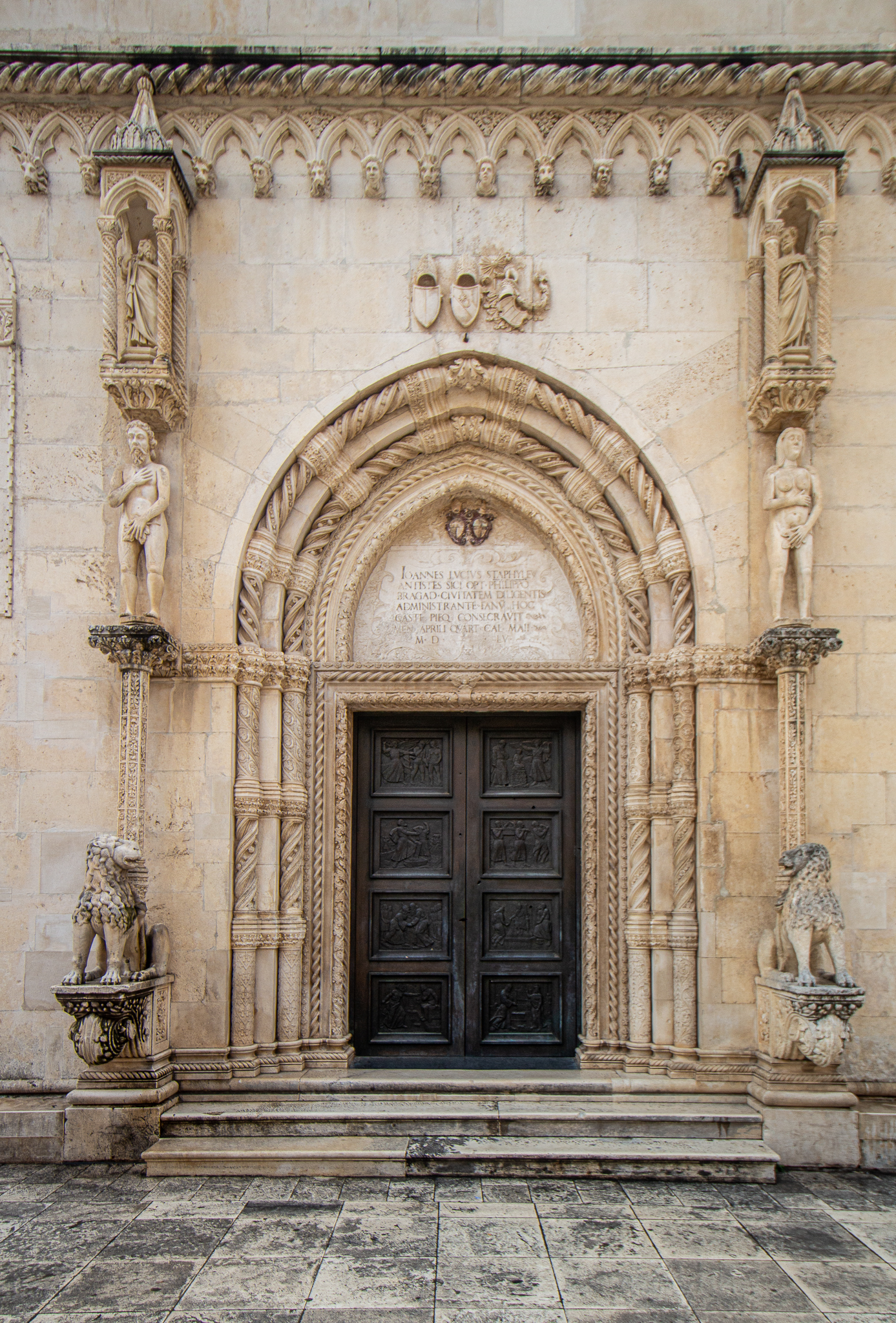
Wschodni portal wejściowy
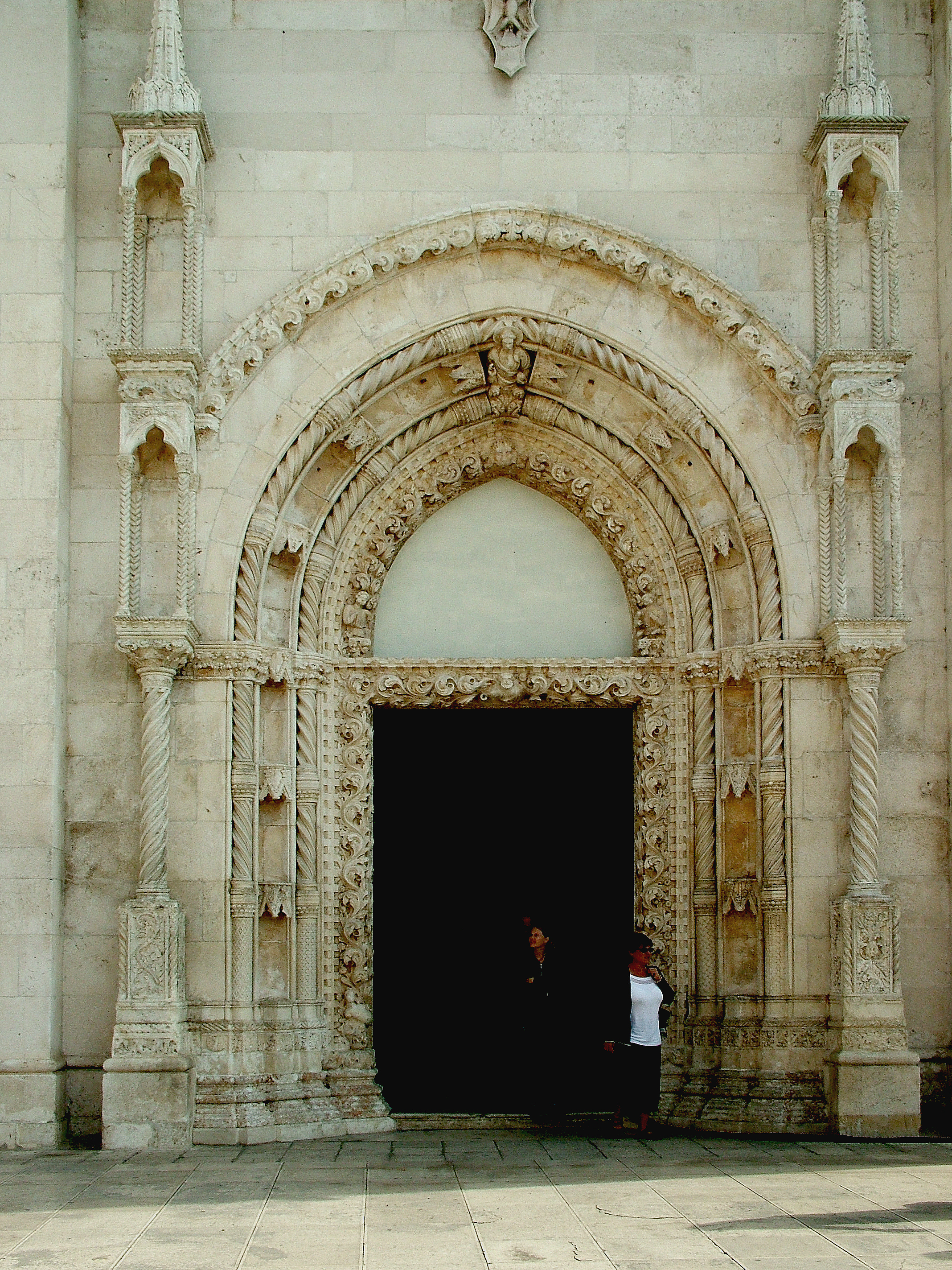
Portal północny
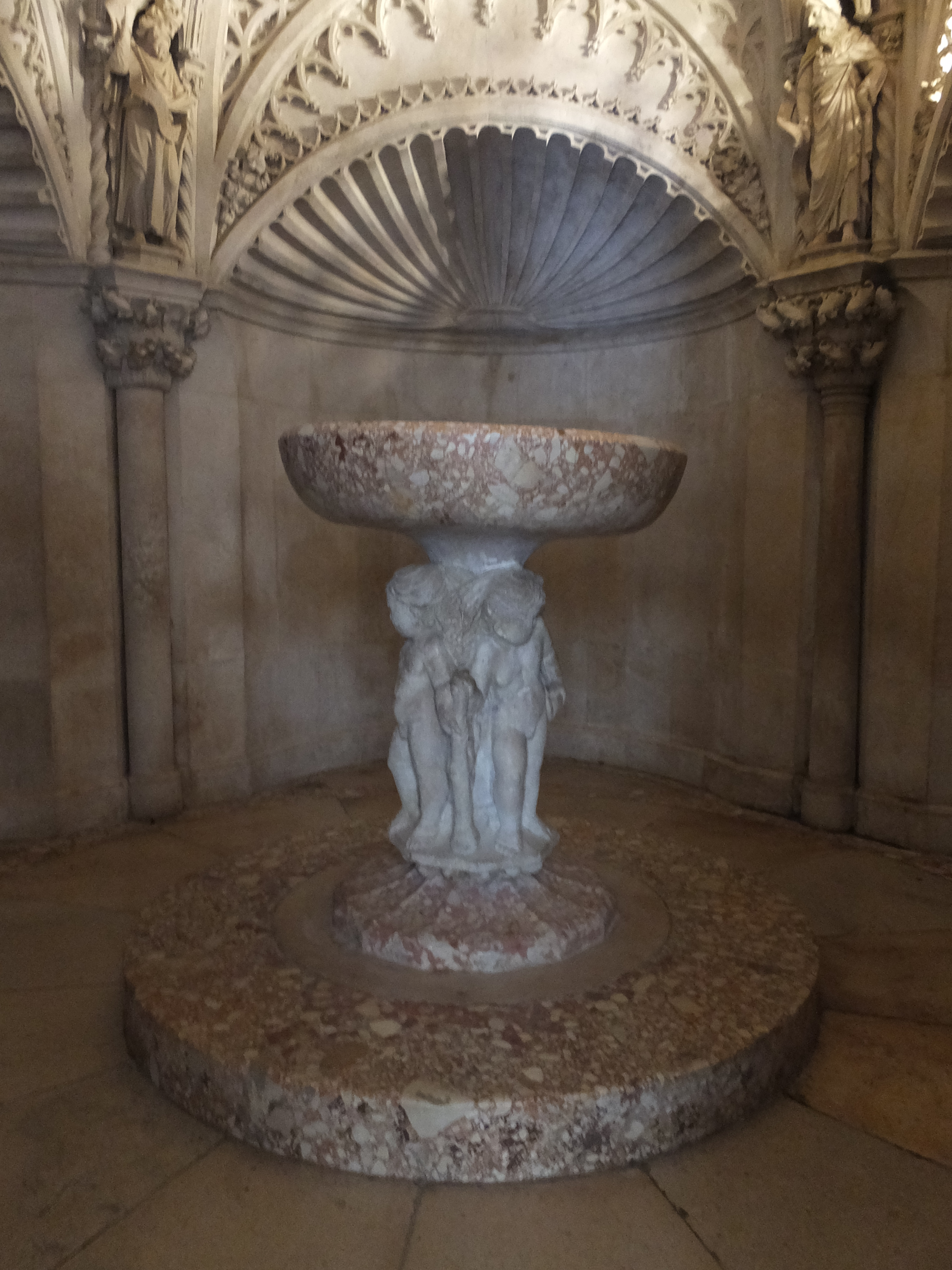
Rzeźba trzech putt

## W kulturze popularnej
Katedra została wykorzystana w serialu Gra o Tron jako miejsce nagrywania scen związanych z Bankiem Żelaznym na wyspie Braavos.